# Las Colmenas, Chiapas
Las Colmenas är en ort i Mexiko.   Den ligger i kommunen Salto de Agua och delstaten Chiapas, i den sydöstra delen av landet, 800 km öster om huvudstaden Mexico City. Las Colmenas ligger 27 meter över havet och antalet invånare är 289.
Terrängen runt Las Colmenas är kuperad åt sydväst, men åt nordost är den platt. Runt Las Colmenas är det ganska glesbefolkat, med 34 invånare per kvadratkilometer. Närmaste större samhälle är Salto de Agua, 10,2 km väster om Las Colmenas. Trakten runt Las Colmenas består till största delen av jordbruksmark.